# Schoenus rodwayanus
Schoenus rodwayanus är en halvgräsart som beskrevs av William Vincent Fitzgerald. Schoenus rodwayanus ingår i släktet axagssläktet, och familjen halvgräs. Inga underarter finns listade i Catalogue of Life.